# Судбина неуких
Аргумент судбине неуких (или судбина неевангелизираних) је атеистички аргумент против постојањастваралачког Бога. 
Према овом аргументу лица која никада нису ни чула за Божије откривење могу бити грубо кажњена због тога што се нису понашала у складу са његовим правилима.
Судбина неуких је есхатолошко питање о коначној судбини оних људи који нису били у контакту са ниједном од теологија или учења о Богу, тако да немају могућност његовог прихватања. Поставља се питање да ли ће они који никад нису чули за божије законе путем божанског откривења бити кажњени због немогућности испуњења.
Ово питање се понекад поставља заједно са сличним питањем о судбини неверника. 
Разна верска учења имају различите одговоре на ово питање; у хршћанству је судбина неуких повезана с питањем о првородном греху. Хришћани верују, да за оне који нису за живота упознали Бога, важе општи морални закони, који су како у Светом Писму стоји "записани у срцу свакога" при рођењу. Дакле, верују, да ће се спасити и они људи, који нису упознали Бога, ако су живели поштено и честито.
Будући да постоје  ригидна тумачења светих књига по којима се очекује оштра казну за оне који никад нису чули за ту религију, то атеисти понекад узимају као аргумент против божјег постојања, а уопштено је прихваћено да се ради о проширењу или подпитању проблема зла.